# 石塘大革命烈士纪念碑
石塘大革命烈士纪念碑，位于中国广东省韶关市仁化县石塘镇双峰寨左边前，为仁化县的一个县级文物保护单位，类型为近现代重要史迹及代表性建筑，公布时间为1989年6月3日。
石塘大革命烈士纪念碑的历史年代为大革命时期。